# تيروكي ياماغيشي
تيروكي ياماغيشي هو شخصية أعمال ياباني، ولد في 4 ديسمبر 1934 في طوكيو في اليابان.